# Tondo Cook
L'Adorazione dei Magi, detta Tondo Cook, è un'opera a tempera su tavola (diametro 137,2 cm) di attribuzione incerta, probabilmente iniziata da Beato Angelico e portata a termine da Filippo Lippi. L'ipotesi più suffragata è che venne eseguita in due fasi, in particolare gli anni 1430 per l'Angelico e gli anni 1450 per il Lippi. È conservata nella National Gallery of Art di Washington e per questo è nota anche come Tondo Washington. Il nome Tondo Cook deriva, invece, dallo storico dell'arte Herbert Cook in quanto l'opera era parte di una sua importante collezione.

## Storia
Si tratta probabilmente di uno dei primi tondi conosciuti che furono concepiti come opera d'arte autonoma, anziché come desco da parto o vassoio decorativo. Spesso viene messo in relazione con l'analogo tondo dell'Adorazione dei Magi di Domenico Veneziano, con il quale ha probabilmente in comune la committenza medicea.
Alcuni ipotizzano che fosse stata commissionata in occasione della nascita di Lorenzo de' Medici (1449), ma l'unica certezza è la menzione di un tondo del tutto simile nella camera di Lorenzo nell'inventario di palazzo Medici del 1492, redatto alla morte del Magnifico. In quell'occasione venne stimato 100 fiorini e fu registrato come opera dell'Angelico.
La storia critica è molto complessa ed ha visto accumularsi, soprattutto nel XIX secolo, vari nomi e ipotesi (da Botticelli a Benozzo Gozzoli, fino a anche a Filippino Lippi), ma le tesi principali oscillavano comunque tra l'Angelico e il Lippi. Nel 1932 Bernard Berenson, nella sua completa ristrutturazione del catalogo del Lippi, sostenne che la tavola dipinta era frutto del progetto dell'Angelico con un collaboratore databile attorno al 1442 e poi completata dal Lippi in una fase della sua piena maturità. In seguito lo storico dell'arte cambiò idea, attribuendo l'intero tondo al Lippi, ma l'ipotesi della doppia fase, con l'intervento di entrambi i maestri (e forse di mani delle rispettive botteghe), venne confermata da altri (come Pope-Hennessy, spostò la datazione dell'intervento dell'Angelico a poco prima della sua morte, guardando ad analogie stilistiche con l'Armadio degli Argenti) e spiegata ampiamente da Ruda nel 1993.
Nel 1947-1948 l'opera venne sottoposta a un restauro che recuperò gran parte della qualità originaria.

## Descrizione e stile

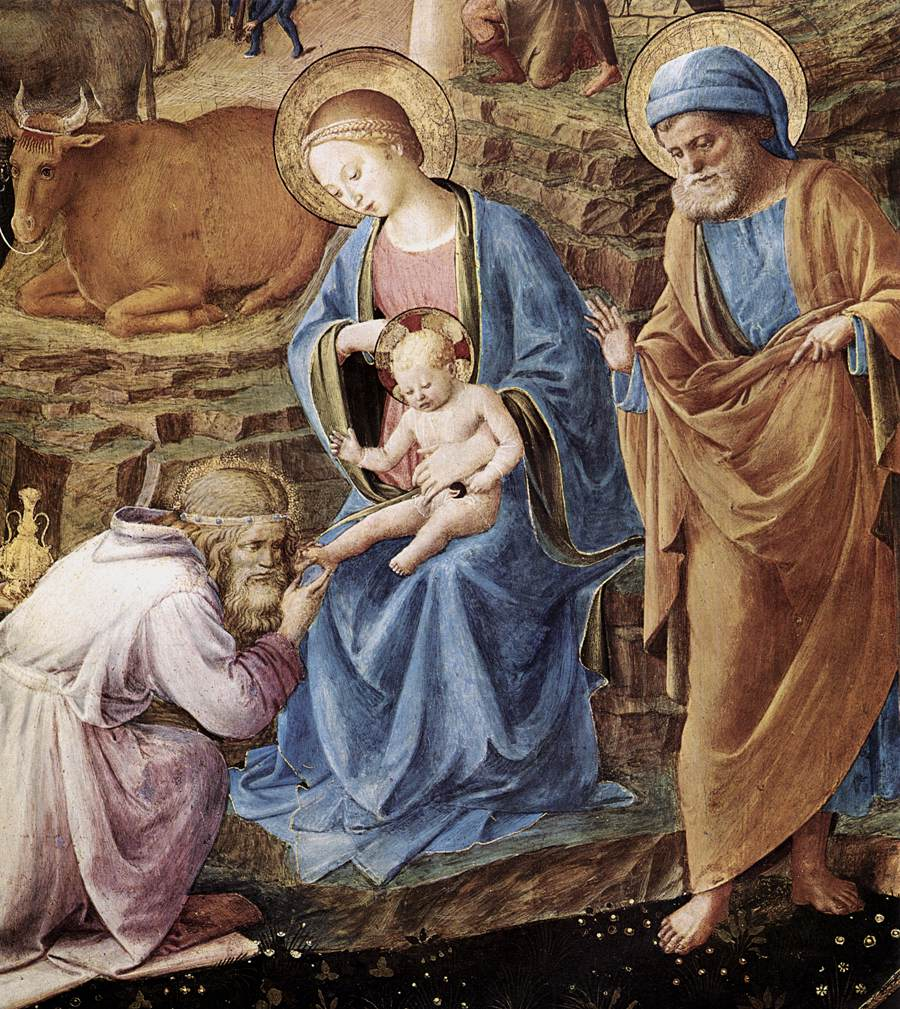
La Sacra Famiglia, dettaglio

Il corteo dei Magi è qui concepito secondo una delle versioni più complesse fino ad allora elaborate, dove al posto del tradizionale dispiegarsi in orizzontale, si crea una sorta di spirale, che va dallo sfondo a destra per poi riapparire sul lato sinistro, dopo essere passato dietro le montagne, attraversa quindi un arco trionfale in rovina, per approdare in primo piano al cospetto della Sacra famiglia. La capanna della Natività è al centro ed è scorciata a grandangolo in maniera insolita, con una discrepanza tra le dimensioni delle figure al di sotto di essa (bue, asinello, pastori, cavalli e cavalieri) e gli uccelli simbolici del pavone (immortalità) e del fagiano (una coppia maschio/femmina, simbolo di immortalità e di redenzione).
All'Angelico spetterebbe la parte destra della pala, con la veduta di città dalle mura rosate così tipica della sua produzione, e la Madonna, dai tratti eleganti ed affusolati, con un'acconciatura che si ritrova anche nel pannello delle Marie al sepolcro dell'Armadio degli Argenti. Al Lippi spetterebbe la parte restante, con le rovine tipiche della sua arte ed un uso del chiaroscuro più incisivo. Un effetto del raccordo tra le due mani sarebbe la capanna centrale, dove la stalla ha una forma irregolare di compromesso tra due schemi non coerenti tra loro.